# إعصامن (إحضران)
إعصامن هو دُوَّار يقع بجماعة عين اللوح، إقليم إفران، جهة فاس مكناس في المملكة المغربية. ينتمي الدوّار لمشيخة إحضران التي تضم 5 دواوير. يقدر عدد سكانه بـ 856 نسمة حسب الإحصاء الرسمي للسكان والسكنى لسنة 2004.

## روابط خارجية
- البوابة الوطنية للجماعات الترابية
- المندوبية السامية للتخطيط